# Język kandawo
Język kandawo – język papuaski z Papui-Nowej Gwinei, jeden z języków jimi. Według danych z 2003 r. posługuje się nim 4 tys. osób.
Blisko spokrewniony z językiem narak, czasem narak i kandawo rozpatruje się jako dialekty jednego języka.
W użyciu są też języki kuman i wahgi północny. W pewnym zakresie znany jest również tok pisin. Wszystkie te języki wywarły wpływ na kandawo.
Jest zapisywany alfabetem łacińskim. Poświęcono mu pracę dialektologiczną z 1998 r. 